# Poitou-Charentes
Poitou-Charentes är en tidigare region i västra Frankrike, vid Atlantens kust, som sedan 2016 är en del av regionen Nouvelle-Aquitaine. Den utgörs huvudsakligen av den historiska provinsen Poitou och av området runt floden Charente. Regionhuvudstad var Poitiers.

## Administrativ indelning
Poitou-Charentes består av de historiska provinserna Aunis, Angoumois och Saintonge, samt huvuddelen av den historiska provinsen Poitou. Efter Franska revolutionen ändrades indelningen i provinser 1790 till en indelning i departement. Systemet reformerades 1800, under Napoleon I:s tid. I nuvarande Poitou-Charentes upprättades fyra departement. Poitou i norr är indelat i två departement: Deux-Sèvres och Vienne.
Angoumois, Aunis och Saintonge i söder är uppdelade på två departement: Charente och Charente-Maritime. Charente-Maritime är bildat av den gamla provinsen Aunis, större delen av den gamla provinsen Saintonge och en liten del av provinsen Poitou. Däremot är departementet Charente bildat av den östra delen av provinsen Saintonge och hela provinsen Angoumois.

## Geografi

### Läge
Poitou-Charentes är belägen vid Biscayabukten, med regionen Aquitaine i söder, Limousin i sydost, Centre-Val de Loire i nordost och Pays-de-la-Loire i norr. Girondeestuariet utgör regionens gräns mot Aquitaine. Det historiska landskapet Saintonge utgör regionens västra del; en del av Poitou avstyckades när Pays-de-la-Loire bildades.

### Topografi

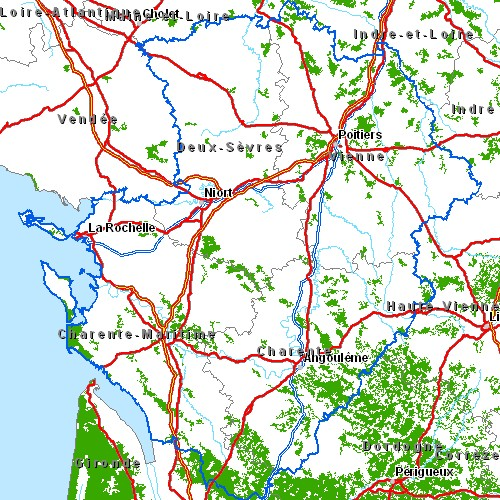
Vägkarta över regionen Poitou-Charentes.

Poitou består av en låg platå (Seuil du Poitou, Gâtine, Bocage vendéen i nordväst). Östra Poitou präglas av sin närhet till floderna Viennes och Clains dalgångar. Charentes-regionen präglas av närheten till floden Charentes dalgång och Atlantkusten. Regionen karaktäriseras också av de vidsträckta träsken: Marais Poitevin i norr och Marais de Brouage i söder i närheten av Marennes. Vid Atlantkusten ligger det lilla sundet Pertuis Breton i regionens norra del, ön Île de Ré söder om detta, med broförbindelse till La Rochelle, Pertuis d'Antioche söder om staden, och ön Île d'Oléron i regionens södra kustområde, utanför Rochefort. Mellan de två huvudöarna ligger en liten ö som heter Île-d'Aix.

### Hydrografi
Floderna Sèvre niortaise, Charente och Seudre har sina utflöden vid Poitou-Charentes och mynnar i Atlanten. Boutonne är floden Charentes viktigaste biflod. I regionens östra delar rinner floder Vienne och Clain. Bortsett från floddalarna är landskapet slätt. 

### Klimat
Liksom i övriga regioner vid Atlantkusten är nederbörden stor och temperaturen jämn och, tack vare Golfströmmen, hög.

## Befolkning
Regionen består av departementen Charente, Charente-Maritime, Deux-Sèvres och Vienne. Departementet Charente-Maritime har 600 500 invånare vilket utgör 35 % av Poitou-Charentes befolkning.

### Städer
I regionen finns flera medelstora städer, men ingen storstad. Störst är Poitiers (85 000 invånare), regionhuvudstad i Poitou-Charentes. La Rochelle (76 800 invånare) och Angoulême (42 700 invånare) är Charentes regionhuvudstad och ligger i Poitou-Charentes industriella centrum. Andra större städer är Niort (59 300 invånare) och Châtellerault (35 800 invånare) i Poitou, Saintes (26 400 invånare) och Rochefort (26 000 invånare) i Charentes region. 
De andra städerna har mellan 10 000 och 20 000 invånare. Bland dessa kan nämnas Cognac, Bressuire, Royan, Thouars, Parthenay och Soyaux. I regionen talas förutom franska, tre regionala språk: poitivinska, santongeiska (båda galloromanska dialekter), och limousinska (occitanska).

## Ekonomi
I regionen finns flera handelsstäder, och vid kusten har fisket traditionellt varit viktigt, framför allt ostronodling i Marennes och Île d'Oléron, med 60 % av Frankrikes nationella produktion. I dag är Marennes Frankrikes och Europas främsta ostroncentrum. La Rochelle är den viktigaste hamnstaden, där även bil- och tågindustrierna (TGV) är viktiga och livsmedel tillverkas.
Pappersindustrin i Angoulême har funnits sedan medeltiden. Livsmedelsindustrin och jordbruket är utbrett över hela regionen, såväl beträffande boskapsskötseln och dess produkter, som säd. Staden Cognac har patent på drycken med samma namn. Turismen, särskilt badturismen vid kusten, är en stor inkomstkälla. Niort är ett av Frankrikes finans- och bankcentrum.